# Сір'є Роопс
Сір'є Роопс (ест. Sirje Roops; нар. 2 жовтня 1992, Валґ'ярве, Естонія) — естонська футболістка, захисниця клубу «Таммека». Виступала за жіночу збірну Естонії.

## Клубна кар'єра
З 2007 по 2018 рік виступала за «Таммеку» в Мейстерлізі. У 2013 році Роопс розпочала працювати тренером, а з 2019 року — головним тренером жіночої команди «Таммеки». Навчалася на факультеті фізичного виховання Тартуського університету.

## Кар'єра в збірній
З 2014 по 2016 рік виступала за національну збірну Естонії. За національну команду провела 15 поєдинків.